# Jabolčno vino
Jabolčno vino (znano tudi pod angleško tujko cider) je pijača, izdelana iz jabolk po posebnem tehnološkem postopku. Pijača je lahko brezalkoholna ali pa ima vsebnost alkohola 4–5 %.

## Postopek pridelave in sestava
Proizvodnja jabolčnega vina je podobna proizvodnji pridelave vina iz grozdja. Razlikuje se le v posameznih stopnjah. Pomemben je že sam izbor surovine, kajti dobro jabolčno vino lahko dobimo le iz sort jabolk, ki imajo višjo stopnjo kisline. Ker sok po stiskanju močno porjavi, mu je treba takoj dodati žveplo v obliki žveplaste kisline. Pred alkoholnim vrenjem v jabolčni sok dodajamo kvasovke vrste Saccharomyces cerevisiae, ki začnejo proces fermentacije. Pojavijo pa se tudi ocetnokislinske in mlečnokislinske bakterije.
Ob nepravilnem postopku pridelave, se lahko alkoholno vrenje nadaljuje v ocetnokislinsko vrenje in iz ciderja nastane jabolčni kis.
Biokemijsko je jabolčno vino sestavljeno iz vode, razpoložljivih ogljikovih hidratov, etanola, mineralov, sadne kisline, invertnega sladkorja, glicerola. Zasledimo pa tudi fenolne in dušikove komponente.

## Uporaba in poimenovanje
Poznamo več vrst jabolčnega vina: peneče, belo, brezalkoholno ali nizko alkoholno, suho ali sladko jabolčno vino. Uporablja se ga v prehrani, kot dopolnilo k jedi ali pa iz njega naredimo s pomočjo ocetnokislinske fermentacije jabolčni kis.
V Združenem kraljestvu je jabolčno vino definirano kot pijača, ki nastane iz fermentiranega jabolčnega soka. Podobni izrazi, kot na primer cidre oziroma sidra, pa se uporabljajo v Franciji in Španiji. Cider se proizvaja tudi v Nemčiji in na Švedskem, čeprav nimajo specifičnega izraza za poimenovanje te alkoholne pijače in zato uporabljajo kar v prevodu jabolčno vino. V ZDA in Kanadi izraz cider označuje nefermentiran jabolčni sok; medtem ko hard cider pomeni, da je fermentiran.
Na Švedskem in v nekaterih drugih skandinavskih državah proizvajajo po istem postopku tudi pijače iz drugega sadja, na primer hrušk ali gozdnih sadežev – tudi take pijače po navadi poimenujejo cider (hruškov cider, cider iz gozdnih sadežev ...).
Na različnih območjih slovenskega podeželja poznajo kmetje različna imena za cider: jabolčnik, tukla, kukla ali kar mošt. Tolkovec oz. tolkec je ime dobil po tem, ker jabolk pred stiskanjem niso mleli, ampak tolkli v lesenem koritu s štokom, ki se je imenoval tolkec.
Beseda »cider« je bila do poteka veljavnosti v Sloveniji registrirana blagovna znamka podjetja Pivovarna Laško, ki trži jabolčno vino pod tem imenom.